# Janusz Sidło
Janusz Jan Sidło (19 giugno 1933 – 2 agosto 1993) è stato un giavellottista polacco.
Vinse una medaglia d'argento olimpica nel lancio del giavellotto, specialità della quale fu detentore del record mondiale.

## Biografia
Partecipò a cinque edizioni dei Giochi olimpici, dove fece il suo debutto a Helsinki 1952 senza riuscire a raggiungere la finale. L'anno seguente, tuttavia, migliorò il record europeo lanciando a 80,15 m e nel giugno del 1956, a Milano, con 83,66 m migliorò di 10 cm il record del mondo stabilito pochi giorni prima dal finlandese Soini Nikkinen. Si presentò in veste di favorito alle Olimpiadi di Melbourne, oltretutto equipaggiato con un moderno giavellotto in acciaio, mentre la maggior parte degli avversari disponeva solo di attrezzi in legno. Al primo tentativo Sidło migliorò il record olimpico lanciando a 79.98 m, mentre nei primi tre turni di lanci gli avversari rimasero distanti almeno quattro metri da quella misura. A quel punto Sidło si offrì di prestare il suo giavellotto al norvegese Egil Danielsen, che in quel momento era sesto con 72.60 m come miglior lancio, e questi sorprendentemente scagliò l'attrezzo a 85,71 m, stabilendo il nuovo record mondiale e aggiudicandosi la gara, mentre Sidło dovette accontentarsi della medaglia d'argento.
Dopo un ottavo posto a Roma 1960, Sidło sfiorò il podio olimpico a Tokyo 1964, quando giunse quarto a 40 cm dal sovietico Jānis Lūsis, medaglia di bronzo. Raggiunse di nuovo la finale a Città del Messico 1968, all'età di 35 anni, concludendola al settimo posto.
Al suo palmarès vanno aggiunte due medaglie d'oro ai campionati europei (1954 e 1958) e una di bronzo conquistata nel 1969, ormai trentaseienne, oltre a 14 titoli nazionali.

## Palmarès
| Anno | Manifestazione | Sede      | Evento                 | Risultato | Misura  | Note                  |
| ---- | -------------- | --------- | ---------------------- | --------- | ------- | --------------------- |
| 1954 | Europei        | Berna     | Lancio del giavellotto | Oro       | 76,35 m |                       |
| 1956 | Olimpiadi      | Melbourne | Lancio del giavellotto | Argento   | 79,98 m |                       |
| 1958 | Europei        | Stoccolma | Lancio del giavellotto | Oro       | 80,18 m | Record dei campionati |
| 1969 | Europei        | Atene     | Lancio del giavellotto | Bronzo    | 82,90 m |                       |